# Artpodgotovka
Artpodgotovka (en ruso:Межрегиональное общественное движение Артподготовка; Mezhregionalnoye obshchestvennoye dvizheniye Artpodgotovka) que en ruso significa "Artillería o preparación de arte" y conocido en inglés como el Movimiento Social Interregional 'Artpodgotovka') es una organización política rusa de carácter nacionalista de izquierda. Reconocido como extremista, fue prohibido en el territorio de la Federación Rusa.

## Ideología
En diferentes períodos de su existencia, la organización tuvo una ideología completamente polar basada en los principios de la democracia directa con un anticomunismo muy claro. En el momento de su fundación, era extrema derecha después de convertirse parcialmente en liberal. Como Artpodgotovka es una asociación política horizontal y descentralizada, su ideología era diferente en las diferentes regiones. La tesis principal de la ideología Artpodgotovka era la creencia en la inevitabilidad de la revolución del 5 de noviembre de 2017. Sin embargo, a pesar de esto, el 26 de octubre de 2017, el Tribunal Regional de Krasnoyarsk reconoció al MOD "Artpodgotovka" como extremista y prohibió sus actividades en el territorio de la Federación Rusa.

### Estatus legal
El MOD (Movimiento Público Interregional) "Artpodgotovka" no estaba registrado oficialmente. Al tener una estructura horizontal, tenía una ideología diferente, a veces solo similar en diferentes regiones, en algunas regiones había su propia simbología.

## Historia

### Fundación (2013)

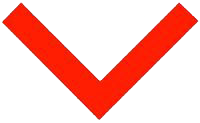
Logo de Artpodgotovka

Inicialmente, Maltsev usó el nombre "Artpodgotovka" como el nombre de un grupo de arte en Sarátov (desde 2004). En 2011, junto con Babajanyan, Maltsev eligió este nombre como el nombre de un blog político de Twitter, donde la audiencia de Maltsev era de poco menos de 25.000 personas. A fines de 2011, Vyacheslav Maltsev tomó la decisión de crear un canal de YouTube "ARTPODGOTOVKA", en el que los días de semana a las 21:00 hora de Moscú se transmitía en vivo el programa político "Malas noticias". Pronto, su audiencia en Internet se convirtió en todo un movimiento. Comenzó a formarse una organización no registrada, el MOD "Artpodgotovka". La organización no tenía atributos unificados, cada región usaba sus propios símbolos, aunque todos los símbolos de "Artpodgotovka" estaban unidos por la presencia del símbolo "V" rojo.

### Blog «ARTPODGOTOVKA»
En 2011, el blog de Twitter renació en un blog de YouTube, que se publicaba diariamente de lunes a viernes. La duración media de la transmisión es de una hora y media a dos horas. Cuando se prohibió el blog en octubre de 2017, el número de suscriptores superaba las 130,000 personas. Las transmisiones estaban recibiendo entre 100 000 y 400 000 visitas.

Hubo opiniones completamente opuestas sobre el blog de Maltsev, por ejemplo, el líder de la oposición rusa Alexei Navalny escribió lo siguiente sobre Artpodgotovka:
«La transmisión de Maltsev y el movimiento a su alrededor en general es un fenómeno muy interesante. La persona no tiene nada que ver con la reunión política de Moscú y no parece estar avanzada en tecnología. Sin embargo, logró organizar transmisiones baratas pero efectivas en todo el país. Todos los días pasa en vivo con un programa de hora y media, que es visto por 100-150 mil personas, que es comparable en audiencia con una estación de radio federal. Yabloko, PARNAS, estos son sitios con un tráfico de un par de miles de personas al día. Bueno, hay páginas de Facebook, Yavlinsky tiene la más grande, 52 mil me gusta. Incluso los partidos parlamentarios con cientos de millones de rublos no tienen ese canal de información. Lo más importante es que esto está completamente sin censura, Vyacheslav Maltsev dice lo que quiere, el gobierno lo está ocultando en términos directos y ninguna administración puede bloquearlo. Es muy interesante. Noté que algunos en Moscú tienen una actitud snob hacia Maltsev y su canal, es en vano. Una persona ha logrado lo que no pueden lograr las redacciones con decenas de periodistas, lo que significa que su experiencia debe ser estudiada y puesta en práctica. Reduzca el costo del trabajo y no continúe corriendo alrededor de los oligarcas con estimaciones de folletos para grandes cantidades. Ahora estamos pensando en lanzar un canal de este tipo. No puedo hacerlo todos los días, pero puedes intentarlo una vez a la semana».

### Elecciones legislativas de Rusia de 2016
En el período de 2013 a 2016, Maltsev "existió" solo en el marco del campo de Internet virtual.

En abril de 2016, Maltsev anunció su candidatura para las primarias del partido democrático Partido de la Libertad del Pueblo, donde obtuvo el primer lugar, con un margen de varios miles de votos. Esto provocó grandes contradicciones en la dirección del partido PARNAS. Entonces, un miembro del consejo político del partido, Ilya Yashin, dijo lo siguiente en el congreso del partido:
no tenía una posición sobre Maltsev hasta ayer, (dijo Ilya Yashin) Habló ayer en el consejo político, fue muy convincente, y yo no tenía por qué apoyarlo. Abrió la boca, y una cloaca tan fétida se derramó sobre todos nosotros ... Sobre la mafia judía, la conspiración masónica, sobre el hecho de que Vladimir Kara-Murza fue envenenado no por motivos políticos razones, sino por la vida cotidiana... Me sorprende que se nos imponga un hombre con el espíritu de Zhirinovsky.
 En el verano de 2016, comenzó a formarse un equipo alrededor de Maltsev, aparecieron voluntarios en las regiones.
La audiencia del canal de YouTube de Maltsev aumentó considerablemente después de que declaró lo siguiente en televisión rusa:
«Los boyardos tienen la culpa, y el zar es maravilloso. Si el rey no sabe lo que está pasando en el país, debe ser puesto en un manicomio. Si sabe y no interfiere con esto, debe ser enviado a prisión. Si él sabe y promueve, tales reyes deben ser empalados.».

Inmediatamente después de las declaraciones resonantes del líder de "Artpodgotovka" en Televisión rusa, tanto los representantes de los movimientos de oposición como los guardianes ardientes comenzaron a criticarlo. Por ejemplo, el líder del club de motociclistas "Night Wolves" Alexander "Ths Surgeon" Zaldostanov dijo lo siguiente sobre el candidato a la Duma Estatal:
 Por supuesto, le preguntaremos por esto, por esas cosas que tenemos que pedir. Y lo colgaremos de la lengua por esto. "Sugirió que" tan pronto como lo tomemos y lo pongamos en una estaca de verdad, inmediatamente todos se olvidarán de lo que pidió. ".
 Poco antes de las elecciones del 18 de septiembre, se estrenó una película reveladora sobre Maltsev y "Artpodgotovka" en el canal federal REN TV.

### Marchas de oposición «Artpodgotovka»

#### Marchas de oposición
Por primera vez, Vyacheslav Maltsev habló sobre los paseos de la oposición en su programa "Malas noticias". Esta idea fue apoyada por Dmitry Demushkin, Mark Galperin e Ivan Beletsky. Tras el fracaso del PARNAS en las elecciones a la Duma del Estado, el 19 de septiembre, Mark Galperin e Ivan Beletsky fundaron el movimiento Nueva Oposición, al que más tarde se unió Vyacheslav Maltsev. Como resultado, el 8 de octubre de 2016 tuvo lugar en Moscú la primera marcha de la oposición. En su blog, Maltsev instó a la gente a organizar acciones similares en sus regiones. A fines de octubre, la caminata tuvo lugar en San Petersburgo, luego de lo cual comenzaron las caminatas en Ekaterimburgo y Novosibirsk. En diciembre de 2016, comenzaron las caminatas en Krasnoyarsk, Irkutsk. El número medio de participantes en las acciones en las regiones es de unas 30 personas. Sin embargo, en algunos casos, se pudo observar actividad en 50 o incluso 100 personas. A partir del 1 de abril de 2017, todas las caminatas se realizan en más de 110 ciudades de la Federación Rusa.

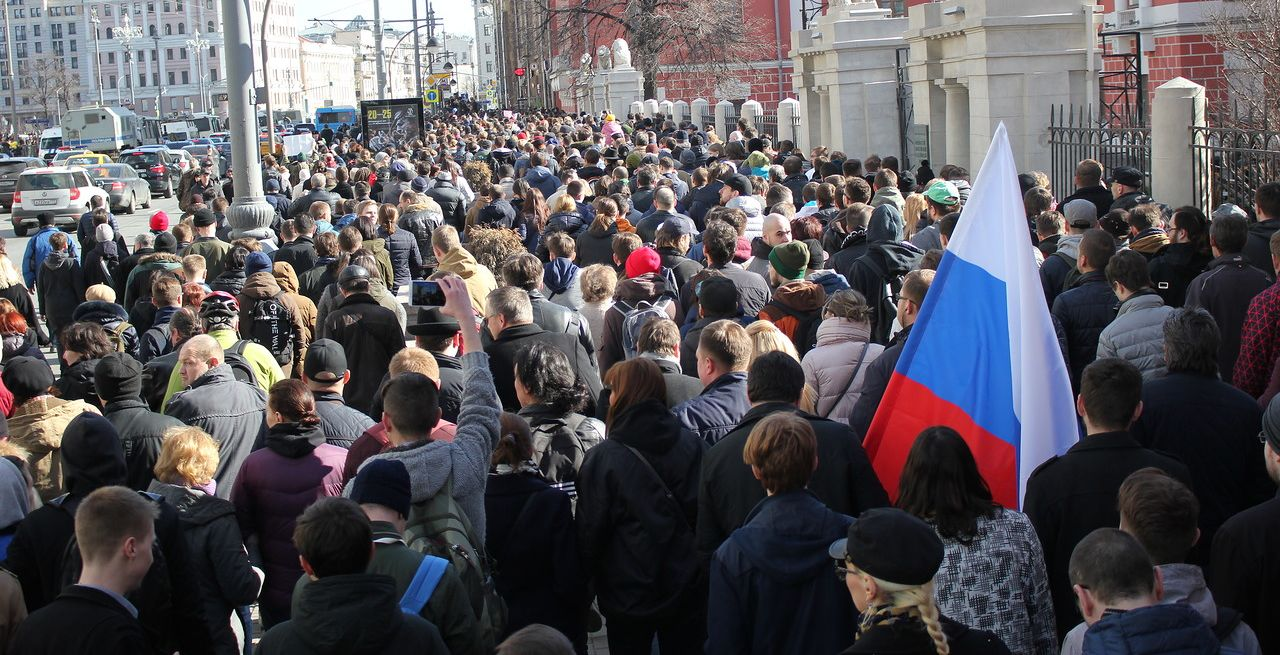
Marcha de oposición en Moscú. 26 de marzo de 2017

Casi al mismo tiempo, según una fuente cercana a la dirección del movimiento, se introdujeron provocadores en Artpodgotovka, así como soplones de las filas de los activistas.

#### MOD "Artpodgotovka"
Los activistas del movimiento asistieron a varias acciones de oposición, emitieron una serie de folletos, volantes y carteles. Se organizaron piquetes propios en la capital y regiones. El movimiento (especialmente en las regiones, a nivel de "base") trató de cooperar con varias organizaciones de oposición de diferentes direcciones (desde movimientos de izquierda hasta organizaciones de ultraderecha).

### Opiniones sobre Artpodgotovka
Pavel Chikov, abogado y líder del grupo internacional de derechos humanos Agora, caracteriza este movimiento de la siguiente manera:
“El programa político “Artpodgotovka” consta de 22 puntos y huele a populismo abierto. Viejo y no muy bueno socialismo y nacionalismo en una botella. Base social - 30-50 años. No mendigos, pero tampoco la clase media, principalmente en las regiones. Esta es una versión rusa de los supremacistas blancos estadounidenses, que rápidamente irrumpieron en la política tras la retórica de Donald Trump. Se trata de un estrato bastante numeroso, cuya juventud recayó en las décadas de 1980 y 1990, que absorbió libertades políticas, pero nunca tuvo lugar en vida. Este electorado potencialmente protestante, que culpaba a los funcionarios corruptos,a los inmigrantes de Asia Central, a los judíos de sus propios fracasos, no fue aceptado por ningún movimiento de oposición no sistémico. Durante 2017, sus partidarios comenzaron a "adherirse" activamente a la sede de Navalny creada en todo el país, y se notaron en las sucursales regionales de Rusia Abierta. Fueron atraídos por la actividad de protesta callejera; de hecho, la única forma posible de actividad para los oposicionistas no sistémicos. Los coordinadores, supuestamente designados por Maltsev, pero sin poderes claros, comenzaron a aparecer en las regiones sin un orden claro. La financiación tampoco fue transparente. La primera actividad callejera a gran escala "Artpodgotovka" tuvo lugar el 26 de marzo, una acción contra la corrupción organizada por Alexei Navalny. Al mismo tiempo, se produjeron las primeras detenciones administrativas. Durante el año, el principal activista del movimiento en las regiones ya se había reunido por violaciones "repetidas", y los tribunales comenzaron a imponer grandes multas de 150-200 mil rublos, y la policía, a exigirle al ICR que iniciara acciones penales apropiadas. casos por “violaciones sistemáticas” del procedimiento para la realización de manifestaciones."

#### El ala paramilitar y la comunicación con el grupo "Red"
En febrero de 2018, el Servicio Federal de Seguridad anunció la prevención de una serie de ataques terroristas de alto perfil en toda Rusia, así como la detención de miembros del grupo "Red". Según los agentes del orden, el grupo estaba formado por dos células conspirativas: "Voskhod" y "5/11". Sin embargo, como resultó más tarde, la célula de "Red" "5/11" recibió su nombre no por su conexión con el MOD "Artpodgotovka" y la llamada "Revolución 5/11/17", sino porque sus miembros llevaba ropa de la marca del mismo nombre.
Al final resultó que, los involucrados en este caso no son partidarios de "Artpodgotovka". Los detenidos resultaron ser anarquistas y antifascistas. Los periodistas del canal REN TV escribieron en el otoño de 2016 que Artpodgotovka estaba preparando un levantamiento armado. Se informó que los activistas cosen galones, similares a los galones de la organización extremista ucraniana Sector Derecho. También se publicó un video de las negociaciones entre Maltsev, Gorsky y Demushkin.

#### Acción política "5/11/17"
El líder del movimiento, Vyacheslav Maltsev, desde el principio aseguró a sus seguidores que se produciría una revolución en Rusia en el otoño de 2017. En 2014, fijó su fecha exacta: el 5 de noviembre de 2017.
Desde la mismísima mañana del 5 de noviembre de 2017, las calles céntricas de la capital se llenaron de furgones de arroz acompañados de policías antidisturbios. En Moscú, más de 1000 personas participaron en la llamada “revolución del 05/11/17”, de las cuales más de 260 fueron detenidas. Una cuarta parte de los detenidos son menores de edad. Según informes de los medios, muchos de los detenidos son transeúntes casuales o ciudadanos politizados que querían "ver el movimiento".
El líder del MOD "Artpodgotovka", en una entrevista con el corresponsal de Meduza, comentó sobre el incidente de la siguiente manera:
«El régimen ha mostrado su esencia fascista. Tanto la policía como el FSB se extralimitaron en sus facultades. Detuvieron a niños de casi diez años».
Las acciones también se llevaron a cabo en San Petersburgo, Sarátov, Krasnodar, Krasnoyarsk, Perm, Rostov-on-Don. Contabilizaron unas 200 detenciones.

## Prohibición del grupo (2017)
El 26 de octubre de 2017, el Tribunal Regional de Krasnoyarsk declaró extremista al MOD Artpodgotovka. Desde noviembre comenzaron las detenciones masivas de simpatizantes de Maltsev en todo el país; en total, se han abierto más de 30 procesos penales en Rusia contra los participantes del movimiento.
Los activistas del movimiento Vyacheslav Maltsev también fueron perseguidos: en el territorio de Krasnoyarsk, detuvieron a los partidarios de Maltsev, Roman Maryan y Pyotr Isaev, que iban en el tren a Moscú para participar en la protesta del 5 de noviembre, pero fueron detenidos por la policía y el FSB.
El 2 de noviembre se realizó un registro en el apartamento de Sergei Ryzhov, partidario de Sarátov, y se encontraron 200 gramos de TNT y 5 cócteles molotov. El detenido afirma que le colocaron sustancias explosivas durante un registro del apartamento. Se ha iniciado una causa penal contra él en virtud del artículo 205 del Código Penal de la Federación Rusa "Terrorismo". El 3 de noviembre de 2017, a pedido de la Fiscalía General de la Federación Rusa con fecha 31 de octubre de 2017, numerosas comunidades de simpatizantes de Vyacheslav y participantes en Artpodgotovka fueron bloqueadas en la red social VKontakte. También el 3 de noviembre, en Moscú, el FSB, junto con el Centro E, detuvieron a los participantes de la "Artpodgotovka", se incautaron armas blancas y cócteles molotov. Los detenidos supuestamente tenían la intención de incendiar edificios administrativos y atacar a la policía el 4 y 5 de noviembre. Se iniciaron casos penales en virtud del artículo 205 del Código Penal de la Federación Rusa "Terrorismo". Vyacheslav Maltsev calificó la detención de sus seguidores como una "sucia provocación":
No hay organización, está el canal Artpodgotovka, en el que transmito todas las noches. Tenemos seguidores, espectadores. Pero esas personas son la mitad de Rusia. Algunos de mis programas son vistos por cinco millones de personas. Y este es solo el grupo "Artpodgotovki". ¿Emito algún documento? Ni siquiera sabemos a quiénes están deteniendo. Y si allí atrapan a alguien, plantan, golpean y tratan de detener mi actividad de esta manera, no la detendrán. Hablan de ataques terroristas, explosiones: todo esto es la sucia provocación de la KGB de Putin.
Los participantes en el movimiento fueron detenidos como especialmente peligrosos. Los operativos fueron apoyados por grupos de fuerzas especiales del FSB y OMON. En Moscú, para entrar en el apartamento de los Revolucionarios, se voló una ventana. En San Petersburgo, Krasnoyarsk, Sarátov, se utilizaron varios grupos de fuerzas especiales del FSB. Según la posición oficial de los organismos encargados de hacer cumplir la ley, el movimiento “Artpodgotovka” estaba preparando un levantamiento armado y una toma violenta del poder. Según la posición oficial de los organismos encargados de hacer cumplir la ley, el movimiento “Artpodgotovka” estaba preparando un levantamiento armado y una toma violenta del poder.
Según la posición oficial de los organismos encargados de hacer cumplir la ley, el movimiento "Artpodgotovka" estaba preparando un levantamiento armado y una toma violenta del poder..

##### Opiniones sobre la objetividad de la prohibición de "Artpodgotovka" y el arresto de sus partidarios
Kirill Bragin, jefe de la rama de Novosibirsk del Consejo Popular Ruso, considera lo siguiente sobre el Artpodgotovka MOD:
“El movimiento Artpodgotovka, que fue prohibido en Rusia, era una verdadera organización de oposición. Artpodgotovka no tiene muchos activistas, su número no se mide en miles, sino en cientos en toda Rusia. Pero estas son personas ideológicas, ellos mismos recaudaron fondos para sus actividades, dentro de sus células, realizaron acciones regularmente. Allí se reunieron personas que odian la situación actual, ya estaban asqueadas, estaban decididas. Esto no significa que iban a cometer actos violentos, sino que estaban dispuestos a participar en acciones no autorizadas. Para las autoridades, la "preparación de artillería", por supuesto, es un peligro. Por otro lado, el surgimiento de tales organizaciones atestigua el hecho de que Rusia tiene un sistema político autoritario. En el sistema político europeo, las organizaciones de oposición de este tipo funcionarían tranquilamente en el campo legal, participarían en las elecciones acumulando votos descontentos con el establecimiento político y pasarían a los parlamentos, municipales y nacionales. Pero resulta que las organizaciones realmente existentes, al final, van hacia acciones más radicales”, escribió una figura pública.
El politólogo Iván Preobrazhensky dijo sobre los arrestos de miembros del movimiento:
«Debe entenderse que los órganos de investigación y los servicios especiales llevaron a cabo una operación exitosa y ahora están preparando un nuevo juicio a gran escala para las elecciones presidenciales de marzo. Gracias a la provocación deliberada o accidental del blogger Maltsev, en un futuro cercano podemos ver un proceso de mayor escala que el llamado "asunto del pantano". Así que es demasiado pronto para reír. En primer lugar, debemos tratar de salvar a los que estaban enrolados en las filas de la organización extremista ficticia. Y luego, si sale mejor que con los detenidos tras el mitin opositor del 6 de mayo de 2012, se podrá reír juntos», - dijo el politólogo.'
El opositor Alexei Navalny dijo en su video blog sobre los arrestos de los partidarios de Maltsev:
Los partidarios de Maltsev están siendo aplastados, están tratando de destruir. Ahora se están fabricando casos criminales masivamente contra los activistas de "Artpodgotovka", además, lo están haciendo en todo el país y utilizando métodos bastante "torpes": arrojan TNT, una especie de cócteles molotov explosivos. Tales acciones no son más que un intento de eliminar a los líderes, intimidarlos, sembrando pruebas y fabricando casos, para excluir a otros activistas del juego. Este comportamiento de “los que están en el poder”, siempre lo hacen”, - dijo el político.

## Eslogan
- "5/11/17" es el eslogan principal del movimiento de Vyacheslav Maltsev, que fue distribuido masivamente por los partidarios de la Preparación de Artillería en la World Wide Web y "fuera de línea". Ni una sola transmisión de Artpodgotovka tuvo lugar sin pronunciar repetidamente este eslogan. Los activistas lo gritaron en mítines, piquetes y procesiones. El eslogan se aplicó activamente a billetes, edificios, etc.
- "¡No estamos esperando, sino preparándonos!" - uno de los principales lemas del movimiento "Artpodgotovka". Posteriormente, se convirtió en una frase de broma que se usa activamente en el entorno político ruso.[30]

## En la cultura popular
- En el filme de REN TV «Gotcha!», Estrenada en septiembre de 2016. En la película, los movimientos "Artpodgotovka" y Vyacheslav Maltsev se muestran en un contexto negativo.